# Phytomyptera latifrons
Phytomyptera latifrons là một loài ruồi trong họ Tachinidae.